# ألبرت اولسون (كاتب)
ألبرت اولسون (بالسويدية: Albert Olsson)‏ هو كاتب سويدي، ولد في 1904 في إسلوف في السويد، وتوفي في 1994 في Harplinge church parish ‏ في السويد.